# Tony Monsanto
Anton Marinus (Tony) Monsanto (Curaçao, 13 mei 1946 - 25 januari 2014) was een Curaçaos beeldend kunstenaar. In 2009 kreeg hij de Cola Debrotprijs.

## Leven en werk
Monsanto werd in Curaçao geboren uit Surinaamse ouders. In 1955 emigreerden zij met hun kinderen naar Nederland. Hij werd opgeleid aan de kunstopleiding Artibus (nu de Hogeschool voor de Kunsten Utrecht) en de Rijksacademie van Beeldende Kunsten in Amsterdam. Daarna volgde hij in de avonduren een studie bouwkunde aan de hts in Amsterdam, waar hij in 1971 Christel Schuster ontmoette. Nadat zij in 1973 getrouwd waren, werkte hij vier jaar als ingenieur bij de genie van het Amerikaanse leger in Duitsland. In 1977 begon hij aan een studie bouwkunde aan de Technische Universiteit Delft. Na deze studie verhuisde hij naar Curaçao en tot 1992 werkte hij bij de regering. De kunst trok hem uiteindelijk meer dan de architectuur, en hij besloot fulltime kunstenaar te worden. Hij woonde enkele jaren in het Nederlandse Almere, tot hij in 1999 definitief naar Curaçao terugging. Hij overleed in 2014.
Monsanto heeft een omvangrijk oeuvre nagelaten: tekeningen, collages, aquarellen, gouaches, schilderijen en installaties. Ook hield hij soms performances. Hij heeft een belangrijk aandeel gehad in het zichtbaarder maken van de moderne kunst van Curaçao. Hij heeft diepgaand onderzoek gedaan naar de geschiedenis en de veelheid aan cultureel erfgoed van het gebied, en zowel directe als discrete verwijzingen hiernaar in zijn werk opgenomen. Gulmans citeert kunstcriticus Dolf Welling: "Engagement is Monsanto niet vreemd, of het nou de oorlog in voormalig Joegoslavië betreft of de verovering van Zuid-Amerika."

## Exposities
Monsanto deed in 1970 voor het eerst mee aan een expositie. Met uitzondering van 2008 nam hij vanaf 1992 elk jaar deel aan een of meer solo- of groepsexposities in Europa, de Verenigde Staten, Canada, Midden- en Zuid-Amerika. In 1994 was zijn werk te zien op de biënnales van Cuenca (Ecuador) en Santo Domingo (Dominicaanse Republiek), in 2001 en 2003 weer in Santo Domingo, in 2006 op de Biennal Internacional de Estandartes IV in Tijuana (Mexico), in 2007 op de Biennal de Dibujo VI in Santo Domingo, en in 2010 op de Trienal Internacionnal del Caribe in Santo Domingo.

## Onderscheiding
In 2009 kreeg Monsanto de Cola Debrotprijs.

## Citaat[3]
My work incorporates contemporary issues, like environmental and social subjects, dealing with the complexity of our Caribbean identity and reality. Migration of our people to the economical centers causes a brain drain and stagnation of our economy. Some, as a reaction to the demands of the harsh reality, seek mental support in the mythical world of ancestral African religions. While the stereotype images combine clear blue waters, sandy beaches, palm trees, cool cocktails, tanned bodies, drum beating musicians, carnival parades and attractive dancers into a picture postcard view of the Caribbean, the population is struggling with unemployment, low income, political indecision as part of post-colonialism, as well as drug, gambling and alcohol addiction.